# Per Teodor Cleve
Per Teodor Cleve, nascut a Estocolm el 10 de febrer de 1840 i traspassat a Uppsala el 18 de juny de 1905, va ser un químic i geòleg suec descobridor de l'holmi i del tuli.

## Biografia
Després de graduar-se en el Gymnasium a Estocolm el 1858, Cleve es va matricular en la Universitat d'Uppsala, el maig de 1858, on va rebre el seu doctorat en 1863. Després d'un temps treballant en la universitat d'Uppsala i d'una sèrie de viatges per Europa i Amèrica del Nord, va rebre una càtedra de química general i agrícola en Uppsala en 1874.

## Obra

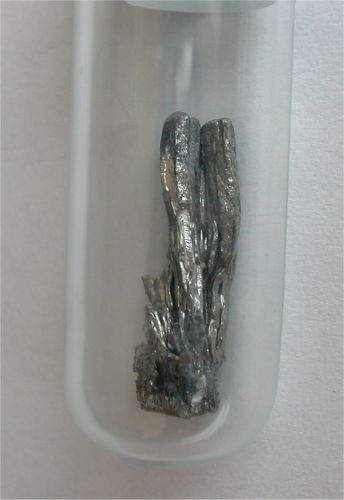
Tuli

El 1874 Cleve va demostrar que el suposat element didimi era en realitat una mescla de dos elements, que el 1885 Auer von Welsbach va aconseguir aïllar i que es coneixen com a neodimi i praseodimi. El 1879 va demostrar que l'element químic escandi, descobert per Lars Fredrik Nilson, es corresponia amb l'ekabor, la qual existència i propietats havia predit Mendeléiev a la seva taula periòdica. Però les investigacions més destacades de Cleve són les que el portaren a descobrir dos nous elements químics del grup dels lantànids o terres rares el 1879, l'holmi i el tuli.
Cleve també va contribuir en química orgànica al descobriment de certs àcids naftalènics, i va descriure sis de les deu formes possibles del dicloronaftalè. A partir de 1890 es va dedicar a fer estudis biològics sobre les algues, plàncton i diatomees. Va desenvolupar un mètode de determinar l'edat i l'orde dels depòsits postglacials a partir dels fòssils de les diatomees. Este tipus d'identificacions es va utilitzar també per a determinar l'origen dels corrents oceànics, i la seva obra The Seasonal Distribution of Atlantic Plankton Organisms (1900) s'ha convertit en un text bàsic d'oceanografia.
Va rebre la Medalla Davy de la Royal Society en 1894, "per les seves investigacions sobre la química de les terres rares". El mineral cleveïta, una varietat de la uraninita, va ser anomenat en 1878 pel geòleg i explorador Adolf Erik Nordenskiöld en el seu honor. De la mateixa manera, la percleveïta-(Ce), un mineral de la classe dels silicats descobert al comtat de Västmanland (Suècia) rep el nom també en honor seu.
Cleve va ser el pare de la botànica i química Astrid Cleve i l'avi del seu fill, Ulf Von Euler, fisiòleg i farmacòleg, un guanyador del premi Nobel.